# Путто

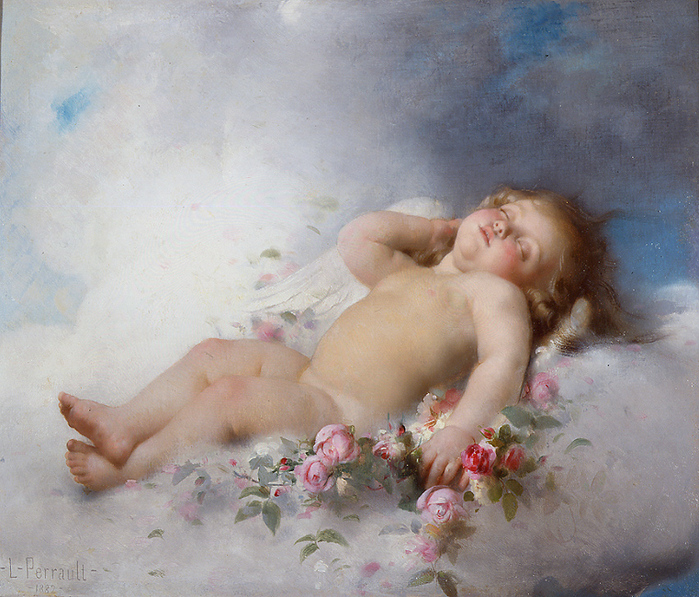
Сплячий путто, Леон Бразіл Перро

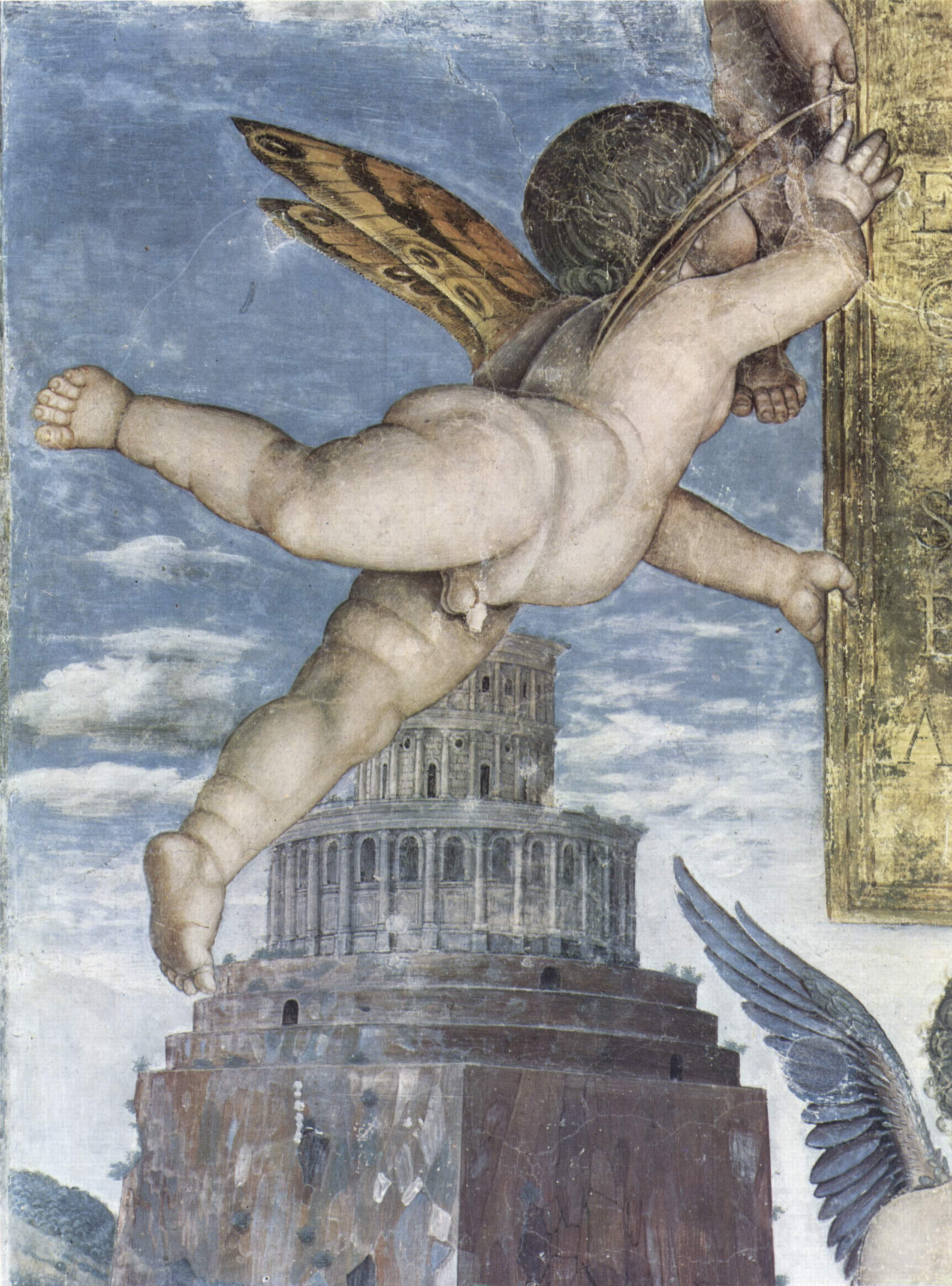
Путто з камери дельї Спозі

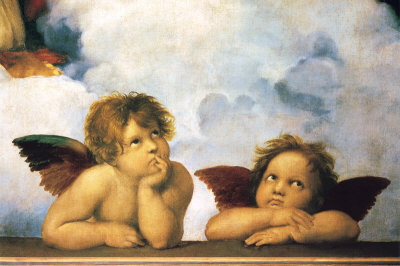
Двоє замріяних янголят, Сикстинська Мадонна

Пу́тто, мн. пу́тті (італ. putto, putti, від лат. putus — «маленький хлопчик») — образ хлопчика з крилами, що зустрічається в мистецтві ренесансу і бароко. Символізує передвісника земного або ангельського духу. Путто, що представляє Амура, також називається аморетто, аморіно (мн. аморетті, аморіні, італ. amoretto, amoretti, amorino, amorini — букв. «Амурчик»). Походить з грецької та римської міфології.